# Bitwa o wzgórza Darwin i Goose Green
Bitwa o wzgórza Darwin i Goose Green – starcie zbrojne, które miało miejsce w dniach 28–29 maja 1982 w trakcie wojny falklandzkiej.
27 maja 1982 rozpoczęła się operacja zajęcia wzgórz Darwin i Goose Green. 2 batalion pod dowództwem podpułkownika Herberta H. Jonesa wyruszył w kierunku pozycji argentyńskich. Tego samego dnia Jones opracował plan ataku nocnego 3 kompanii. Kompania A operująca na lewej flance wyruszyła ku Darwin Hill, gdzie dotarła około godziny 4 w nocy. Kompanie B i D rozpoczęły marsz na prawej flance ku osadzie Boca House. Przed świtem Jones dotarł do pozycji kompanii A, której nakazał frontalny atak na pozycje argentyńskie. Atakujący stromym wzgórzem spadochroniarze brytyjscy byli łatwym celem dla przeciwnika i ponieśli znaczne straty. W tej sytuacji Jones na czele niewielkiej grupy ludzi skierował się na wzgórze z prawej strony i zaatakował okopy Argentyńczyków od tyłu. Atakujący zostali przywitani silnym ogniem, a celna salwa śmiertelnie trafiła Jonesa.
Podobnie ciężkie walki toczyła kompania B, oddalona około 1 km na zachód od Darwin. Żołnierze tej formacji wycofali się na dogodne pozycje i ostrzelali pociskami osadę Boca House. Jeszcze dalej na zachód maszerująca kompania D pod dowództwem Phila Neame obeszła wąską plażą pozycje wroga w Boca House.
Tymczasem kompania A z nowym dowódcą Chrisem Keeble zasypała obrońców Darwin rakietami przeciwpancernymi, po czym ruszyła, atakując przeciwnika granatami i bagnetami. Argentyńskie samoloty Aermacchi i FMA IA 58 Pucará próbowały ostrzelać pozycje Brytyjczyków, zostały jednak odparte dzięki użyciu rakiet typu Blowpipe (strącono jedną maszynę). Do boju włączyły się brytyjskie Harriery, które wsparły ogniem kompanię B i D kierującą się w kierunku Goose Green. Ciężkie walki toczyły się całą noc z 28 na 29 maja. Ostatecznie wyczerpane wojska argentyńskie poddały się. Straty brytyjskie wyniosły 17 zabitych i 33 rannych, Argentyńczycy stracili 55 zabitych, 85 rannych oraz 1536 jeńców.